# Greenlight Collectibles
Greenlight Collectibles ou simplesmente Greenlight (estilizado como GreenLight ) é uma marca fabricante de miniaturas de carros de brinquedo colecionáveis americana da categoria die-cast com sede em Indianápolis. 
Fundada em 2002, a marca realiza a produção de modelos fundidos sob pressão de carros, caminhões, dentre outros tipos de veículos, além de dioramas e acessórios para colecionadores de miniaturas.

## História
Fundada em 2002 por Kevin Davey, originário das empresas de artigos esportivos Davey Sports Management Inc. e Radius Group Inc, a Greenlight Collectibles inicialmente vendia produtos voltados para esportes e réplicas dos carros da IndyCar. Posteriormente, a empresa passou a produzir miniaturas de carros de brinquedo fundidos sob pressão e réplicas. Seus modelos diecast eram detalhados e com pneus de borracha, produzidos nas escalas 1:18; 1:24; 1:43 e 1:64, sendo os da escala 1:64 os mais vendidos.
Tempos depois, a empresa foi adquirida por Russell J. Hughes, Tom van der Scheun e Fred Lo. Hughes foi nomeado presidente da Greenlight em 2011 e se dedicou na produção de modelos colecionáveis e por isso, buscou obter licenças de filmes, séries e programas de TV para produção de veículos associados a estas mídias como os modelos: 1974 Dodge Mônaco do filme The Blues Brothers; 1986 Fleetwood Bounder da série Breaking Bad; 1973 Ford Gran Torino do filme The Big Lebowski; 1987 Jeep Wrangler YJ, 2001 Ford Crown Victoria Police Interceptor Linden County Sheriff, 2006 Dodge Charger e o 2009 Dodge Challenger R/T da série The Walking Dead; além de outros veículos de Beverly Hills Cop; Starsky & Hutch; Gone in 60 Seconds; Taxi Driver; Ace Ventura; Terminator; Supernatural; Matrix; The X- Files, dentre outros.. A marca já teve uma experiência de sucesso com a venda de miniaturas do Ford Mustang do filme Bullitt. 
Em 2016, a Greenlight obteve a licença para a produção de réplicas dos carros de Elvis Presley, principalmente, o Cadillac Fleetwood 1955 rosa. 
Com o passar dos anos e com novos lançamentos e séries como a "Hot Pursuit" com miniaturas de viaturas da polícia dos Estados Unidos e de outros países; "Motor World" com miniaturas de veículos de diversos países e marcas como Land Rover, Volkswagen, Mercedes Benz, Jaguar, Lamborghini, Porsche; Mini Cooper, BMW, dentre outras; "SD Trucks" e "HD Trucks" com miniaturas de caminhões, furgões, trailers e guinhos; "Hitch e Tow" com miniaturas com reboques, cegonhas e trailers; "Hitched Homes" com miniaturas de trailers; "Gl Muscle" com miniaturas de muscle cars; além das séries: "Running on Empht", "Mecum Auctions", "Kings of Crunch", "Heritage Racing", dentre outras, a Greenlight obteve crescimento substancial de sua receita desde então, atingindo o valor de US $ 12,5 milhões em 2015. 
Em 2016, é iniciada a parceria entre a Greenlight e a Tarmac Works, marca fabricante de miniaturas premium, na produção de alguns modelos, dentre eles, o Nissan Skyline GT-R R35 Yokohama Advan. No mesmo ano, a empresa adquire a "First Response Replicas", marca fabricante de miniaturas na escala 1:43 de viaturas da polícia, sediada em Frankfort, Kentuck. É a terceira aquisição que a Greenlight faz, sendo dona das marcas "GMP", adquirida em 2014 e a "Precision Collection", adquirida em janeiro de 2016. 
Em 2017, a Greenlight anunciou na Feira de Brinquedos em Nova York, o lançamento da série "Gas Pump", miniaturas de bombas de combustíveis na escala 1:18. No mesmo ano, a empresa adquire a "Highway 61 Collectibles", marca fabricante de miniaturas na escala 1:18. 
Em 2020, houve o anúncio da produção de miniaturas na escala 1:12. 

## Colecionismo
A Greenlight sempre teve o objetivo de fornecer e criar produtos com detalhamento para serem colecionados
Assim como outras marcas de miniaturas die-cast como a Hot Wheels, com os seus " Super Treasure Hunts", a Greenlight possui modelos raros e difíceis de encontrar, conhecidos como "Green Machines", que representam apenas 3% de todos os modelos feitos. São miniaturas com a coloração verde esmeralda metálica, ou na pintura dos veículos e na parte interna ou na base e nas rodas. 
Demograficamente, mais de 80% dos consumidores dos produtos da Greenlight têm mais de 18 anos e 88% deles são homens. 
Apesar de 70% dos produtos da marca serem vendidos no mercado americano, principalmente em lojas do varejo e em especializadas no colecionismo, as miniaturas também são vendidas em mais de 40 países por meio de varejistas e importadores locais, incluindo o Brasil.

## Greenlight no Brasil
No Brasil, a Greenlight estabeleceu uma parceria comercial com a importadora de brinquedos, a Califórnia Toys, tanto no fornecimento de seus produtos quanto na produção de modelos de miniaturas especialmente para o país.
Em 2011, a Greenlight produziu duas miniaturas oficiais para a primeira convenção de colecionadores de carros em miniatura, a "COLECON", realizado entre os dias 14 e 15 de maio, na cidade de São Paulo. Os dois modelos feitos especialmente para o evento foram: 1967 Ford Mustang Shelby GT 500 e o 1969 Dodge Charger, em cartelas com o logotipo do evento e limitadas em 2.000 unidades cada.

Também foram feitas miniaturas de veículos nacionais como o Volkswagen Fusca da Polícia Rodoviária Federal; Volkswagen Fusca da Polícia Civil do Estado de São Paulo; Volkswagen Kombi Escolar; Chevrolet Cruze Táxi do Rio de Janeiro; Ford Fiesta; Ford Focus, dentre outros modelos vendidos no país com uma cartela personalizada, na série "Califórnia Collectibles 64".